# Munirabad Project Area
Munirabad Project Area é uma vila no distrito de Koppal, no estado indiano de Karnataka.

## Demografia
Segundo o censo de 2001, Munirabad Project Area tinha uma população de 8113 habitantes. Os indivíduos do sexo masculino constituem 51% da população e os do sexo feminino 49%. Munirabad Project Area tem uma taxa de literacia de 75%, superior à média nacional de 59,5%: a literacia no sexo masculino é de 82% e no sexo feminino é de 68%. Em Munirabad Project Area, 12% da população está abaixo dos 6 anos de idade.